# Strada provinciale 23 della Principessa
La strada provinciale 23 della Principessa (SP 23) è una strada extraurbana nella provincia di Livorno. Unisce Piombino a San Vincenzo e di qui alla via Aurelia Nord.

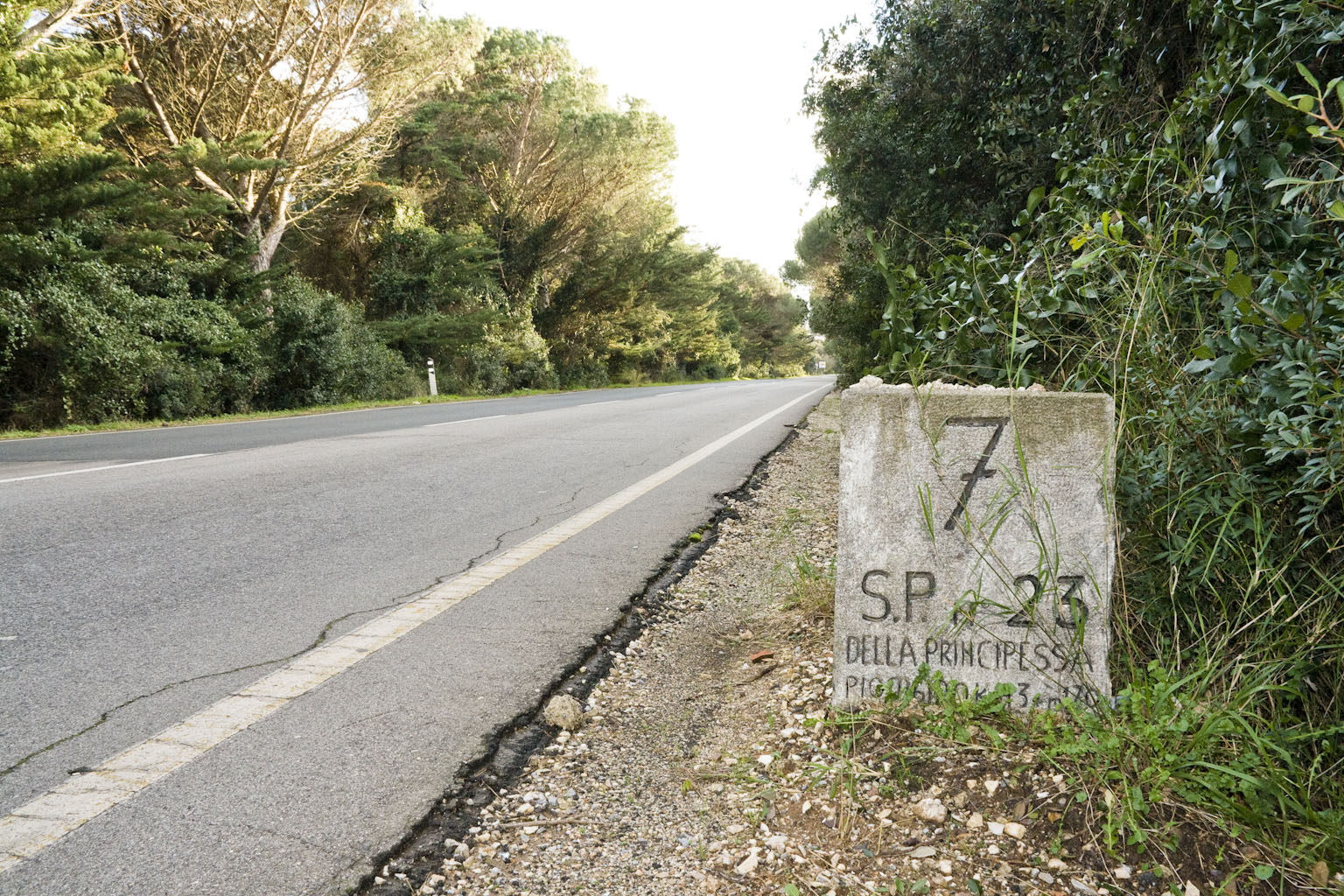
SP 23 con pietra miliare

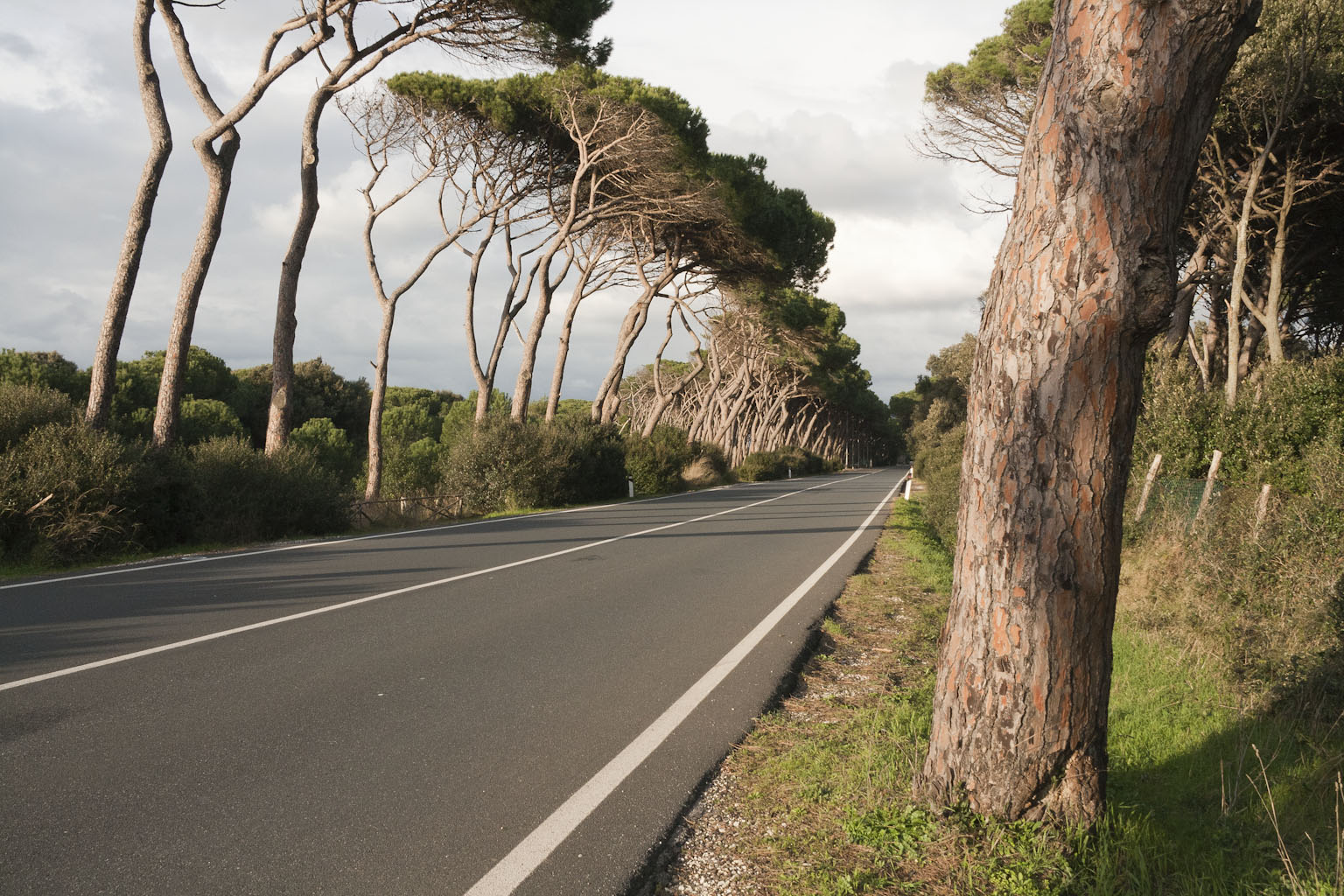
SP 23 - tratto tra Baratti e San Vincenzo

## Caratteristiche
Ha inizio in località Gagno (frazione di Piombino), dove prosegue da viale Unità d'Italia, attraversa varie località del comuni di Piombino e San Vincenzo tra cui: località Fabbricciane, frazione di Fiorentina, località Stellino, parco costiero di Rimigliano; nella tratta tra Fiorentina e Stellino sono presenti diramazioni per Baratti, Populonia, Venturina. Ha termine all'ingresso di San Vincenzo.
Il fondo stradale è molto buono e la carreggiata piuttosto ampia; il tratto compreso tra Baratti e San Vincenzo delimita il confine est del parco naturale costiero di Rimigliano.

## Traffico
Dai primi anni novanta nel tratto da Fiorentina a San Vincenzo è normalmente inibito il traffico ai mezzi pesanti.
Il traffico oggi è raramente pesante, grazie ai divieti imposti e alla presenza di alternative più veloci di tipo autostradale (nuova Aurelia e raccordo SS 398); nel periodo estivo è comunque molto frequentata dai turisti in quanto serve importanti località balneali tra cui il litorale di Rimigliano e il golfo di Baratti, con il suo litorale e le sue attrattive archeologiche. Non è raro comunque in estate il verificarsi di rallentamenti e code che vanno a intensificarsi nello svincolo di Fiorentina.

## Storia
È fatta edificare, in soli due anni (1804-1805), dalla principessa di Lucca e Piombino Elisa Bonaparte Baciocchi, sorella di Napoleone Bonaparte. All'epoca della costruzione questa strada, da allora denominata "della Principessa", è il solo collegamento tra la strada Aurelia e il territorio piombinese. Ancora in terra battuta nel 1965, viene asfaltata negli anni immediatamente successivi.
Per tutti gli anni settanta e ottanta del 1900 rappresenta un'importante via di comunicazione da e per Piombino, anche in virtù del fatto che la strada statale 398 per Venturina e Aurelia all'epoca presenta una carreggiata molto più stretta, mentre la via della Base Geodetica sarà funestata da problemi di fondo stradale (sorge in parte su palude) fino ai primi anni del 2000.